# Ángel Alarcón
Ángel Alarcón Galiot (Castelldefels, 2004. május 15. –) spanyol labdarúgó, csatár. Az FC Barcelona korosztályos játékosa.

## Pályafutása
Ángel, Katalóniában született; Castelldefels községében, négyévesen a Vista Alegre csapatában kezdte pályafutását, innen került az Espanyol csapatához.

### Barcelona
2018-ban az U16/B korosztályos csapatába igazolt, egy évvel később a Juvenil A csapatát erősítette. 
2021. március 14-én játszotta élete első profi mérkőzését, a Segunda División B-ben az Espanyol B elleni 1–0-s győztes bajnokin.
A 2022/23-as szezonban több mérkőzésen pályára lépett az UEFA Ifjúsági Ligában.
2023. január 27-én plusz kétéves szerződést kötött a klubbal, és a kivásárlási záradéka 400 millió euróra növekedett.

#### A felnőttcsapatban
2023. január 19-én debütált az AD Ceuta elleni 0–5-s idegenbeli spanyol kupa mérkőzés utolsó 10 percében Raphinhat váltva.
Február 16-án Xavi nevezte az Európa Ligába a Manchester United elleni kiesés szakaszba. Három nappal később lépett pályára első élvonalbeli mérkőzésén a spanyol bajnokságban a Cádiz vendégeként, a 2–0-s hazai találkozón az utolsó pár percben csereként állt be Ansu Fatit váltva.

## Válogatott karrier

### Spanyolország
Több korosztályos csapatban is szerepelt.

## Statisztika
2023. március 12-i állapot szerint
| Klub             | Szezon           | Bajnokság          | Bajnokság | Bajnokság | Kupa  | Kupa  | Nemzetközi | Nemzetközi | Egyéb | Egyéb | Összes | Összes |
| Klub             | Szezon           | Liga               | Mérk.     | Gólok     | Mérk. | Gólok | Mérk.      | Gólok      | Mérk. | Gólok | Mérk.  | Gólok  |
| ---------------- | ---------------- | ------------------ | --------- | --------- | ----- | ----- | ---------- | ---------- | ----- | ----- | ------ | ------ |
| Barcelona B      | 2020/21          | Segunda División B | 4         | 0         | —     | —     | —          | —          | —     | —     | 4      | 0      |
| Barcelona B      | 2022/23          | Primera Federación | 1         | 0         | —     | —     | —          | —          | —     | —     | 1      | 0      |
| Barcelona B      | Összesen         | Összesen           | 5         | 0         | —     | —     | —          | —          | —     | —     | 5      | 0      |
| Barcelona        | 2022/23          | La Liga            | 4         | 0         | 1     | 0     | 0          | 0          | 0     | 0     | 5      | 0      |
| Barcelona        | Összesen         | Összesen           | 4         | 0         | 1     | 0     | 0          | 0          | 0     | 0     | 5      | 0      |
| KARRIER ÖSSZESEN | KARRIER ÖSSZESEN | KARRIER ÖSSZESEN   | 9         | 0         | 1     | 0     | 0          | 0          | 0     | 0     | 10     | 0      |

## Sikerei, díjai

### Barcelona
- La Liga: 2022/23[5]